# Tuboly Mihály
Tubolyszeghi Tuboly Mihály (Muraréthát, Zala vármegye, (ma Štrukovec, Horvátország), 1798. szeptember 24. – Nagylengyel, 1872. január 31.), Zala vármegye főjegyzője, táblabíró, földbirtokos. 

A tubolyszegi Tuboly család címere

## Családja és származása
A zalai nemesi tubolyszeghi Tuboly család leszármazottja. Apja tubolyszeghi Tuboly László (1756–1828) jogász, főszolgabíró, táblabíró, költő, földbirtokos, szabadkőműves, nyelvújító, anyja a zalai nemesi boldogfai Farkas családból származó, boldogfai Farkas Erzsébet (1761–1801) asszony volt. Apai nagyszülei tubolyszeghi Tuboly Mihály (1719-1784), főszolgabíró, és gulácsi Farkas Krisztina (1734-†?) voltak. Anyai nagyszülei boldogfai Farkas Ferenc (1713–1770), Zala vármegye alispánja, táblabíró, földbirtokos és barkóczi Rosty Anna Mária (1722-1784) asszony voltak. Az anyai nagybátyjai: boldogfai Farkas Ferenc (1742-1807) jezsuita szerzetes, veszprémi kanonok, boldogfai Farkas József (1752-1809) piarista pap, Kolozsváron rektor, boldogfai Farkas János (1741–1788), jogász, Zala vármegye főjegyzője, Zala vármegyei Ítélőszék elnöke II. József magyar királysága alatt, valamint csáfordi Csillagh Ádám (1739–1797), Zala vármegye főadószedője, első alügyésze, földbirtokos, akinek a neje boldogfai Farkas Anna (1746–1804) volt. Tuboly Mihálynak az elsőfokú unokatestvérei édesanyja oldalán: boldogfai Farkas János Nepomuk (1774–1847), jogász, táblabíró, Zala vármegye helyettes alispánja, földbirtokos, boldogfai Farkas Ferenc (1779–1844), táblabíró, földbirtokos, valamint csáfordi Csillagh Lajos (1789–1860) az 1848-as szabadságharc alatt Zala vármegye első alispánja, illetve az 1848-as Zala megyei állandó bizottmány elnöke, földbirtokos.

## Élete
Alapi tanulmányai befejezése után, Szombathelyen bölcsészetet tanult, majd 1817-ben jogot végezett a Győri királyi jogakadémián. Ezután a vármegye szolgálatába állt és igen fiatal korában 1821. június 1.-je és 1823. december 29.-e között Zala vármegye másodaljegyzője volt. A zalaegerszegi alszolgabírói tisztséget töltöttbe be 1823. december 29.-étől 1825. június 6.-áig. Ekkor Zala vármegye első aljegyzője lett: a hivatalt 1825. június 6.-ától 1835. május 1.-éig foglalta, majd 1835. május 1.-e és 1849. október 31.-e között a vármegye főjegyzője volt. Az 1848-as szabadságharc alatt élénk szerepet töltött, és elsőfokú unokatestvére, csáfordi Csillagh Lajos (1789–1860) zalai alispán mellett tartott ki. A szabadságharc bukása után visszavonult a családi nagylengyei birtokra ahol gazdálkodott. Később 7 hónapig röviden visszatért a vármegye gárdájába, és ismét Zala vármegye főjegyzője volt: 1861. február 8.-e és 1861. november 11.-e között.
1872. január 31.-én, Nagylengyelben hunyt el.

## Házassága és leszármazottjai
1831. március 20-án Nagygörbőn, feleségül vette a nemesi származású miskei Miskey Etelka (*1813.–†Nagylengyel, 1888. augusztus 25.) kisasszonyt. Házasságukból született:
- Tuboly Ilona Julianna (*Zalaegerszeg, 1832. augusztus 9.–†Salomvár, 1911. augusztus 31.). Férje: babosdöbretei Babos Pál Gábor (*Kozmadombja, 1825. január 25. –† Salomvár, 1861. augusztus 31.) királyi testőr, az 1848-as szabadságharc alatt a 19. zászlóalj főhadnagya és Pándy hadtestparancsnok segédtisztje, földbirtokos, író, fordító.
- Tuboly Karolina (*Zalaegerszeg, 1834. május 3.–†Zalaegerszeg, 1920. február 14.). Férje: Krälitz Vince (*1825.–†Nagylengyel, 1890. szeptember 22.), földbirtokos, cs. és kir. huszárkapitány.
- Tuboly Terézia Mária (*Zalaegerszeg, 1836. május 6.–† Hahót, 1887. március 11.).[8] Férje: baranyavári Baranyay Ferdinánd Elek (*Alsóhahót, 1830. november 7.–†Alsóhahót, 1871. július 24.), földbirtokos.